# Raymond Duchamp-Villon
 Raymond Duchamp-Villon  (născut Pierre-Maurice-Raymond Duchamp) (n. 5 noiembrie 1876, Damville, Haute-Normandie, Franța – d. 7 octombrie 1918, Cannes, Alpes-Maritimes, Franța), a fost un pictor și sculptor francez.